# НТН-4
НТН-4 — частная независимая телекомпания Новосибирска, вещавшая до 21 марта 2005 года на 4 ТВК города. Основана в 1992 году. До 29 ноября 1998 года вещала самостоятельно, с 30 ноября 1998 по 30 сентября 2004 года совместно с каналом REN TV (РЕН ТВ), с 1 октября 2004 года и до отключения эфира совместно с каналом ТВ-3. После отключения телеканал ТВ-3 вещает самостоятельно.

## История
- 2 января 1998 года на жизнь руководителя канала Якова Лондона было совершено покушение. Лондон остался жив, но с тех пор оказался прикован к инвалидной коляске.
- В декабре 2003 года бывший телеведущий новостей НТН-4 Святослав Насташевский избран депутатом Государственной Думы Федерального собрания Российской Федерации.
- Телеканал критиковал городские власти, в марте 2004 года Яков Лондон был основным соперником действующему мэру на выборах, вышел во второй тур, но проиграл.
- В феврале 2004 года ООО «Лабораториум» и прокуратура Новосибирской области обратились в Московский Арбитражный суд с заявлением о признании лицензий НТН-4 и НТН-12 недействительной.
- В мае 2004 года суд удовлетворил это заявление.
- 16 февраля 2005 года Федеральная служба по надзору за исполнением законодательства в сфере массовых коммуникаций и культурного наследия аннулировала лицензию на осуществление вещания.
- 22 февраля Федеральная конкурсная комиссия по телевидению и радиовещанию объявила на 27 апреля конкурс на свободные метровые телевизионные каналы.
- 21 марта, за две недели до выборов в горсовет Новосибирска в 21:00 (перед началом вечернего выпуска новостей) вещание НТН-4 и НТН-12 на 4-м канале было прекращено[1].
- В эфире «Радио Свобода» было высказано мнение, что возникшие проблемы с лицензиями НТН связаны с тем, что руководителя телеканала Якова Лондона наказывают за участие в политической жизни города[2].
- 31 марта прошёл митинг журналистов против отключения канала[3].
- 27 апреля 2005 года в Москве проведён конкурс на частоту, победитель — телеканал «Звезда» вместе с ООО «РФМ». Однако позднее ООО «РФМ» решило оставить сетевым партнёром канал ТВ-3.
- В 2012 году «Телекомпания НТН» вернулась в роли компании, производящей информационные программы для телеканала «Регион-ТВ», вещающего с 18:00 до 21:00 на 4-м частотном канале.
- В марте 2019 года «Телекомпания НТН» вернулась в роли телеканала НТН-24, производящего информационные и аналитические программы в партнерстве с журналистами издания «Тайга.Инфо».

## Газета
Телекомпания была учредителем газеты «НТН».